# Nick Lehmann
Nick Lehmann (* 5. Februar 1999) ist ein deutscher Handballtorwart. Seine Körperlänge beträgt 1,91 m.

## Karriere
Lehmann spielt seit der D-Jugend beim TVB 1898 Stuttgart. Mit 17 Jahren wurde er erstmals in der 2. Mannschaft des TVB in der Württembergliga eingesetzt. In der Saison 2016/17 spielte Lehmann mit dem TVB in der A-Jugend-Bundesliga.
In der 1. Mannschaft des TVB wurde Lehmann erstmals im DHB-Pokal 2016/17 in der 1. Runde gegen die MSG Groß-Bieberau/Modau eingesetzt.
Für die Saison 2017/18 hat der TVB im April 2017 angekündigt, Lehmann fest in den Kader der 1. Mannschaft aufzunehmen, wobei er vornehmlich weiterhin in der Württembergliga eingesetzt werden soll. Sein erster Einsatz in der Bundesliga erfolgte am 7. Dezember 2017 im Auswärtsspiel bei den Rhein-Neckar Löwen. Für die Saison 2019/20 hat der TVB im Februar 2019 angekündigt, dass Lehmann von der 2. Mannschaft ins Bundesligateam wechseln soll. Im Sommer 2020 wechselte Lehmann zum Zweitligisten SG BBM Bietigheim, jedoch bleibt er weiterhin per Zweitspielrecht für den TVB spielberechtigt. In der Saison 2021/22 lief Lehmann nur noch für die SG BBM Bietigheim auf. Im Sommer 2022 verließ Lehmann die SG BBM Bietigheim, um sich anschließend seiner beruflichen Zukunft zu widmen. Seit der Saison 2022/23 spielt er wieder für die 2. Mannschaft des TV Bittenfeld.